# Mössjön, Småland
Mössjön är en sjö i Växjö kommun i Småland och ingår i Mörrumsåns huvudavrinningsområde. Sjön har en area på 0,0711 kvadratkilometer och ligger 223,2 meter över havet.

## Delavrinningsområde
Mössjön ingår i det delavrinningsområde (632947-143550) som SMHI kallar för Utloppet av Bergsjön. Medelhöjden är 193 meter över havet och ytan är 16,97 kvadratkilometer. Räknas de 2 avrinningsområdena uppströms in blir den ackumulerade arean 53,33 kvadratkilometer. Kavleån (Hjulatorpaån) som avvattnar avrinningsområdet har biflödesordning 2, vilket innebär att vattnet flödar genom totalt 2 vattendrag innan det når havet efter 134 kilometer. Avrinningsområdet består mestadels av skog (61 procent) och jordbruk (11 procent). Avrinningsområdet har 3,5 kvadratkilometer vattenytor vilket ger det en sjöprocent på 20,6 procent.